# Ara Monadjem
Ara Monadjem (* 19. Dezember 1968 in Innsbruck, Österreich) ist ein Zoologe aus Eswatini. Sein Forschungsschwerpunkt sind afrikanische Kleinsäuger.

## Leben
Monadjem ist der Sohn von Siamak Monadjem und seiner Frau Farideh, geborene Seddigh. 1991 erlangte er den Bachelor of Science mit Auszeichnung und 1993 den Master of Science an der Witwatersrand-Universität in Johannesburg, Südafrika. Ab 1995 studierte er Zoologie an der Universität von KwaZulu-Natal, wo er 1997 mit der Dissertation An Experimental Investigation of the Effects of Supplementary Food and Ground Cover on Small Mammal Population Dynamics and Community Structure in a Swaziland Grassland zum Ph.D. promoviert wurde. Von Januar 1999 bis Januar 2006 war er Dozent an der University of Swaziland. Von April 2006 bis April 2011 war er außerordentlicher Professor an der biologischen Abteilung der Universität von Eswatini. Seit Mai 2010 ist er wissenschaftlicher Mitarbeiter am Mammal Research Institute der Universität Pretoria. Seit April 2012 ist er Professor an der University of Swaziland.
Monadjems Interessen umfassen die Ökologie und den Naturschutz von Säugetieren und Vögeln in Afrika. Seine Arbeit konzentriert sich vornehmlich auf afrikanische Kleinsäuger (insbesondere Fledermäuse und Nagetiere) sowie auf große Vögel (Geier, Adler und Störche). Er betreibt Feldstudien, die in erster Linie das Ziel verfolgen, Informationen über seltene und gefährdete Arten zu sammeln und eine genaue Identifizierung dieser Arten zu ermöglichen. Weiter beteiligt er sich an prädiktiven Verbreitungsmodellen sowie an Studien der Populationsdynamik. Monadjem bereiste mehrere afrikanische Staaten für seine Forschungsarbeit, darunter Liberia, Sierra Leone, Uganda, Mosambik, Eswatini, Kenia, Tansania, Namibia, Südafrika und Angola.
Im Jahr 2012 gehörte Monadjem zu den Erstbeschreibern der vier Fledermausarten Rhinolophus smithersi, Rhinolophus mossambicus, Rhinolophus cohenae und Rhinolophus mabuensis. Im Jahr 2013 war er an mehreren Artartikeln der Familien Nesomyidae und Muridae in Kingdons Mammals of Africa beteiligt. Im selben Jahr gehörte er zu den Erstbeschreibern der Fledermausart Neoromicia roseveari aus den Nimbabergen in Liberia. Im Jahr 2015 veröffentlichte er gemeinsam mit Christiane Denys, Peter J. Taylor und Fenton P. D. Cotterill das Buch Rodents of Sub-Saharan Africa: A biogeographic and taxonomic synthesis. Im selben Jahr beschrieb er gemeinsam mit Jan Decher, Anke Hoffmann, Juliane Schaer, Ryan W. Norris, Blaise Kadjo, Jonas Astrin und Rainer Hutterer die Fledermausart Neoromicia isabella aus Guinea. Im Jahr 2017 schrieb er gemeinsam mit Steven M. Goodman das Kapitel über die Familie Nesomyidae im siebten Band des Handbook of the Mammals of the World. Im Jahr 2018 war er für das Kapitel über die Otterspitzmäuse im achten Band des Handbook of the Mammals of the World verantwortlich und er war an der Erstbeschreibung der Fledermausart Rhinolophus gorongosae aus Mosambik beteiligt. 2019 war Monadjem an den Kapiteln über die Rundblattnasen und die Schlitznasen im neunten Band des Handbook of the Mammals of the World beteiligt.

### Radsport
Im August 2014 nahm Monadjem am Straßenrennen der Radsportler bei den XX. Commonwealth Games für Swasiland (heute: Eswatini) in Glasgow teil. Er erreichte jedoch nicht das Ziel.

## Schriften (Auswahl)
- Ara Monadjem: An Annotated Checklist of the Mammals of Swaziland, Conservation Trust of Swaziland, Manzini, 1997
- Ara Monadjem: The Mammals of Swaziland, Conservation Trust of Swaziland & Big Game Parks, Mbabane, 1998
- Ara Monadjem, Richard Charlton Boycott, Vincent Parker, James Culverwell: Threatened Vertebrates of Swaziland. Swaziland Red Data Book: fishes, amphibians, reptiles, birds and mammals, Ministry of Tourism, Environment and Communication, Mbabane, 2003
- Ara Monadjem: Proceedings of the 11th Pan-African Ornithological Congress: 20–25 November 2004, Djerba, Tunisia, 2007
- Ara Monadjem, Peter John Taylor, Fenton P. D. Cotterill, Martinus Corrie Schoeman: Bats of Southern and Central Africa: A Biogeographic and Taxonomic Synthesis, Witwatersrand University Press, South Africa, 2010, ISBN 1-86814-508-5. (2. Auflage 2013)
- Ara Monadjem, Christiane Denys, Peter J. Taylor, Fenton P. D. Cotterill: Rodents of Sub-Saharan Africa: A biogeographic and taxonomic synthesis, De Gruyter, 2015. ISBN 3-11-030166-0
- Ara Monadjem, Mike Unwin: African Ark: Mammals, Landscape and the Ecology of a Continent, Wits University Press, 2023. ISBN 978-1-77-614780-9